# Yeray Lamariano
Yeray Lamariano Urizar, né le 11 mars 1983 à Eibar, est un handballeur espagnol évoluant comme gardien de but.
Originaire du Pays basque espagnol, il évolue tout le début de sa carrière en Liga avant de découvrir la France avec Chartres en 2016-2017. 

## Biographie
Yeray Lamariano joue au handball à Arrate jusqu'en juniors et joue un match de première division. Durant l'année 2001, Lamariano fait partie de l'équipe d'Espagne jeunes (neuf matchs et deux buts) puis celle junior l'année suivante (treize rencontres),.
Entretemps, à l'été 2001, Lamariano rejoint le CB Ademar León, à 19 ans, où il termine aussi ses études en génie industriel et administration des affaires. S'entraînant avec l'équipe première, il joue beaucoup avec l'équipe réserve. En fonction des saisons, il lui arrive d'avoir sa chance en Liga Asobal mais surtout en Coupe d'Espagne.
Pour la saison 2007-2008, le portier espagnol signe avec le BM Bidasoa jusqu'à la fin de la saison et avec l'option du club de le renouveler. En 2009, en fin de contrat, il s'engage deux ans avec le SD Octavio. En 2010, après la relégation d'Octavio, Lamariano signe au BM Antequera.
En 2011, Yeray Lamariano intègre les buts du Cuatro Rayas Valladolid. Il signe pour une saison avec deux autres en option. En 2014, Lamariano arrive au BM Nava. En mars 2015, il quitte le club pour rejoindre le CB Ademar León en première division.
En 2015-2016, Lamariano s'engage un an chez le CB Cangas, avec lequel il participe brièvement à la coupe EHF.  Lors de sa première saison à O Gatañal, il termine le premier tour avec un pourcentage d'arrêts supérieur à 40%. Cependant, au cours des derniers mois, les blessures affectent sa performance, une déchirure dans la fesse droite l'empêchant de participer aux quatre premiers matchs du deuxième tour.
Pour la saison 2016-2017, en fin de contrat, il s'engage avec le Chartres MHB 28, sa première expérience à l’étranger, en même temps que deux autres espagnols et un chilien. Il forme une triplette de gardiens avec Louis Prévost et Nebojsa Grahovac. Numéro deux dans la hiérarchie derrière Grahovac, le portier espagnol de 34 ans ne convainc pas pleinement avec 104 arrêts en 28 matches disputés, soit une réussite de 28,4% en moyenne. 
À l'été 2017, Yeray retourne à Nava, dixième du championnat espagnol de deuxième division précédent,.

## Palmarès
- Vainqueur de la Coupe d'Europe des vainqueurs de coupe en 2005